# Alma Center
Alma Center ist eine Gemeinde (mit dem Status „Village“) im Jackson County im US-amerikanischen Bundesstaat Wisconsin. Das U.S. Census Bureau ermittelte bei der Volkszählung 2020 eine Einwohnerzahl von 487.

## Geografie
Alma Center liegt im Westen Wisconsins, rund 80 km östlich des Mississippi, der die Grenze zu Minnesota bildet.
Die geografischen Koordinaten von Alma Center sind 44°26′14″ nördlicher Breite und 90°54′41″ westlicher Länge. Das Stadtgebiet erstreckt sich über eine Fläche von 2,59 km² und wird im Norden, Osten und Süden von der Town of Alma sowie im Westen von der Town of Garden Valley umgeben, ohne einer davon anzugehören.
Nachbarorte von Alma Center sind Humbird (11,9 km nördlich), Merrillan (6 km ostnordöstlich), Black River Falls (18,8 km südsüdöstlich), Hixton (11,6 km südwestlich) und Northfield (16,6 km westlich).
Die nächstgelegenen größeren Städte sind Green Bay am Michigansee (269 km östlich), Wisconsins Hauptstadt Madison (229 km südöstlich), Wisconsins größte Stadt Milwaukee (333 km in der gleichen Richtung), La Crosse am Mississippi (96 km südsüdwestlich), Rochester in Minnesota (161 km westsüdwestlich), die Twin Cities in Minnesota (200 km westnordwestlich) und Eau Claire (69,7 km nordwestlich).

## Verkehr
Der Wisconsin State Highway 95 führt in West-Ost-Richtung als Hauptstraße durch Alma Center. Alle weiteren Straßen sind untergeordnete Landstraßen, teils unbefestigte Fahrwege sowie innerörtliche Verbindungsstraßen.
Für den Frachtverkehr verläuft eine Eisenbahnlinie der Canadian National Railway durch Alma Center.
Die nächsten Flughäfen sind der Dane County Regional Airport in Madison (223 km südöstlich) und der Minneapolis-Saint Paul International Airport (219 km westnordwestlich).

## Bevölkerung
Nach der Volkszählung im Jahr 2010 lebten in Alma Center 503 Menschen in 205 Haushalten. Die Bevölkerungsdichte betrug 194,2 Einwohner pro Quadratkilometer. In den 205 Haushalten lebten statistisch je 2,45 Personen. 
Ethnisch betrachtet setzte sich die Bevölkerung zusammen aus 92,8 Prozent Weißen, 0,2 Prozent amerikanischen Ureinwohnern, 0,2 Prozent Asiaten, 0,2 Prozent Polynesiern sowie 4,4 Prozent aus anderen ethnischen Gruppen; 2,2 Prozent stammten von zwei oder mehr Ethnien ab. Unabhängig von der ethnischen Zugehörigkeit waren 6,4 Prozent der Bevölkerung spanischer oder lateinamerikanischer Abstammung. 
29,4 Prozent der Bevölkerung waren unter 18 Jahre alt, 55,7 Prozent waren zwischen 18 und 64 und 14,9 Prozent waren 65 Jahre oder älter. 53,9 Prozent der Bevölkerung war weiblich.
Das mittlere jährliche Einkommen eines Haushalts lag bei 53.333 USD. Das Pro-Kopf-Einkommen betrug 23.125 USD. 11,8 Prozent der Einwohner lebten unterhalb der Armutsgrenze.